# Sjerstin Vermeulen
Sjerstin de Vries-Vermeulen (1 maart 1972) is een Nederlands paralympisch sportster. Ze doet aan paardrijden, en is gespecialiseerd in dressuur individueel en freestyle in teamverband.
Vermeulen heeft sinds haar geboorte aan één kant van haar lichaam een onvolgroeide hand. Haar arm aan die kant is tevens dunner en gevoellozer.
Vermeulen heeft meegedaan aan de Paralympische Zomerspelen 1988 te Seoel waar ze zilver en brons behaalde bij het zwemmen, na de paralympics brak ze haar sleutelbeen waarna ze besloot te stoppen met zwemmen en besloot ze verder te gaan met paardrijden een sport die ze al sinds haar twaalfde beoefende, hiermee kwam ze op de Paralympische Zomerspelen 2000 te Sydney waar ze het teamzilver behaalde en de Paralympische Zomerspelen 2004 te Athene, waar ze teambrons behaalde. Ook in 2008 kwam Sjerstin Vermeulen uit voor Nederland op de Paralympische Zomerspelen in Peking. 
Vermeulen runt in het dagelijkse leven een (dressuur)stal en verzorgt daarnaast paardrijden voor gehandicapten en mensen met een stoornis in Ermelo.